# Linha Kuko
Kuko é uma das três linhas do metro de Fukuoka, no Japão. Foi inaugurada em 1981 e circula entre as estações de Fukuokakuko (Aeroporto) e Meinohama. Tem um total de 13 estações.